# 東佳代子
東 佳代子（ひがし かよこ、1965年10月7日 - ）は、日本の女優。エビス大黒舎所属。福島県出身。身長156cm、体重46kg。

## 出演

### 映画
- 帝都物語外伝（1995年7月15日、橋本以蔵監督）
- 新宿黒社会 - 中国人ホステス役（1995年8月26日、三池崇史監督）
- スワロウテイル - アケミ役（1996年9月14日、岩井俊二監督）
- アイズ（2015年6月6日、福田陽平監督）[3]
- 父の結婚 - 着物の婦人役（2016年3月5日、ふくだももこ監督）
- 想影 - 由美の母親役（2016年8月10日、加藤慶吾監督）

### テレビ
- Today and Tomorrow（フジテレビ） - 冬美役
- 新十津川物語（1991年、NHK）
- マリア（1992年3月18日、フジテレビ） - 受付係
- 状況曲線（1994年11月26日、テレビ朝日）
- 39歳の秋（1998年、TBS） - 主婦役
- 世にも奇妙な物語 秋の特別編『おばあちゃん』（2001年10月4日、フジテレビ） - 看護師役
- 百獣戦隊ガオレンジャー（2001年12月2日、テレビ朝日） - マナブの母役
- Pな彼女「はたらきモン!」（2002年、TBS） - 小高志保役
- ボーイッシュジェネレーション（2003年、BSフジ） - 渡辺葉子役
- 3年B組金八先生（2004年、TBS） - 木村富江役
- コスメの魔法（2004年、TBS） - 大橋役
- 火曜サスペンス劇場『刑事・鬼貫八郎』（2004年3月16日、日本テレビ） - 患者の妻役
- 金曜エンタテイメント『八つ墓村』（2004年10月1日、フジテレビ） - 女中お島役
- 月曜ミステリー劇場『万引きGメン・二階堂雪』（2005年5月23日、TBS） - 文絵の母役
- 水曜ミステリー9『ボディーガード』（2007年2月14日、テレビ東京） - 協会の係員役
- 花嫁のれん（2011年、東海テレビ制作・フジテレビ系列） - 大阪のおばちゃん役
- おはよう日曜診療所　第3話（2014年4月20日、BS日テレ） - 亜希子役
- リバースエッジ　大川端探偵社　第2話（2014年4月26日、テレビ東京） - ラブホテルの店員役
- 東京スカーレット〜警視庁NS係　第2話（2014年7月22日、TBS） - 下川美枝子役
- 月曜プレミア8 「信濃のコロンボ2」（伊藤版）（2021年） - 畑野千代 役

### CM
- ショップジャパン　ワンダーコア2「噂」篇
- プリベント少額短期保険株式会社　「護士保険Mikata黒い服を着た二人の女性」篇
- CS通信販売  スリムマックス4
- 秋本食品
- 三立食品
- ポケモンファーム
- キリンビール

### その他
- VP　メットライフアリコ　ガードX - 看護師役
- Vシネマ　嫌な奴 - 産婦人科役
- Vシネマ　雀鬼・外伝 - 仲居役
- Vシネマ　「SINJYUKU OUTRAYU」
- Vシネマ　「盗賊の恋」
- Vシネマ　「学校の怪談」
- Vシネマ　「独房X」
- Vシネマ　「XX美しき狩人」
- Vシネマ　「虜3」
- NHKBS2　にんじん - アテレコ
- いたずらネコラルフ - アテレコ[4]
- アステリックシーザーの栄光 - アテレコ
- チャーリーブラウンとスヌーピー - アテレコ